# Jacques de Lamberville
Jacques de Lamberville, né le 21 mars 1641 à Rouen (France) et décédé le 18 avril 1710 à Caughnawaga, au Québec (Canada), est un prêtre jésuite missionnaire en Nouvelle-France. 

## Biographie
Frère aîné de Jean de Lamberville, il entre dans la Compagnie de Jésus quelques années après lui, le 20 octobre 1661. À la fin de sa formation spirituelle et académique, il est ordonné prêtre à Bourges en 1668  et enseigne dans plusieurs collèges de France avant de partir comme missionnaire en Nouvelle-France.
Arrivé à Québec en 1674, il est d’abord destiné à œuvrer parmi les Mohawks. Mais au printemps 1675 il est envoyé à Gandaouagué (près de l’actuel Fonda, New York) en pays iroquois. Il y devient leur apôtre, c’est lui qui baptisa, le jour de Pâques 1676,  Kateri Tekakwitha, la jeune femme iroquoise qui, en 2012, deviendra la première sainte indigène du Canada.  Pour la protéger contre son propre peuple, Lamberville la fait admettre à la Mission de Sault-Saint-Louis près de Montréal (aujourd’hui 'Caughnawaga').
En 1684 il rejoint son frère Jean qui avec courage et ténacité œuvre parmi les Onondagas (près de l'actuelle Syracuse, New York) et subit comme lui les conséquences de la politique agressive du gouverneur Jacques-René de Brisay. Contraint d'abandonner la mission, il retourne au Collège de Québec, où il enseigne les classes de sixième et cinquième jusqu'en 1689.
Homme au cœur missionnaire, il demande à être envoyé à la mission de Sault-Saint-Louis où il réside de 1689 à 1692. Il est alors envoyé à Montréal. En 1701 la paix est signée avec les Iroquois. Cela permet son retour parmi les Onondagas mais en 1709 il est de retour à Montréal. Il y collabore avec l’abbé Henri-Jean Tremblay pour obtenir de l’aide économique pour l’Hôtel-Dieu de la ville.  
Lorsque de graves dissensions opposent Jean-Baptiste de Saint-Vallier à son clergé, aux religieux et à nombre de laïcs, dues en grande partie au caractère autocratique du prélat, Lamberville n’hésite pas à lui suggérer de démissionner… 
Jacques de Lamberville meurt à Caughnawaga (Québec), le 18 avril 1710. 

## Source
- G.E. Giguère: article Jacques de Lamberville dans Diccionario historico de la Compañia de Jesús, vol.III, Roma, IHSI, 2001, p.2270.